# Дениев, Якуб Ильясович
Якуб Ильясович (Илесович) Дениев (род. 1948) — чеченский политический деятель. Глава администрации Грозного с 1 ноября 1995 по август 1996. Исполняющий обязанности главы временной администрации Чеченской Республики с сентября 1999 по июнь 2000.
Внук известного религиозного деятеля Дени Арсанова.

## Биография
В период с ноября 1995 по август 1996 года был мэром Грозного. Дениев пережил несколько покушений со стороны боевиков, при этом погибли 18 его родственников, в том числе двое братьев.
6 августа 1996 года в город вошли боевики. Дом Дениева, который охранялся усиленным нарядом милиции из 29 человек, штурмовали боевики отрядов Руслана Гелаева и Шамиля Басаева. В обороне участвовали, кроме милиционеров, примкнувшие к ним охранники нефтезавода и простые граждане. На шестой день оборонявшиеся прекратили сопротивление под гарантии боевиков. Однако часть сторонников Дениева была расстреляна, а другая — захвачена в заложники и подвергнута пыткам. Самому Дениеву чудом удалось спастись.
С сентября 1999 года исполнял обязанности Главы временной администрации Чечни. В июне 2000 года передал полномочия Ахмату Кадырову.
24 марта 2001 года был захвачен в Москве неизвестными лицами. За него потребовали выкуп 500 тысяч долларов. По утверждению одного из родственников Дениева, его могли захватить только предъявив милицейское удостоверение, потому что он не сел бы в машину с неизвестными лицами, так как понимал степень опасности. В результате спецоперации силовых структур, подробности которой в интересах следствия не были обнародованы, Дениева удалось освободить без уплаты выкупа.
В мае 2001 года, вскоре после оставления должности мэра Грозного Бисланом Гантамировым, Дениев рассматривался в качестве кандидата на эту должность.